# 代蓋恩巴赫河 (博根巴赫河支流)
48°54′35″N 12°44′23″E / 48.90968°N 12.73976°E

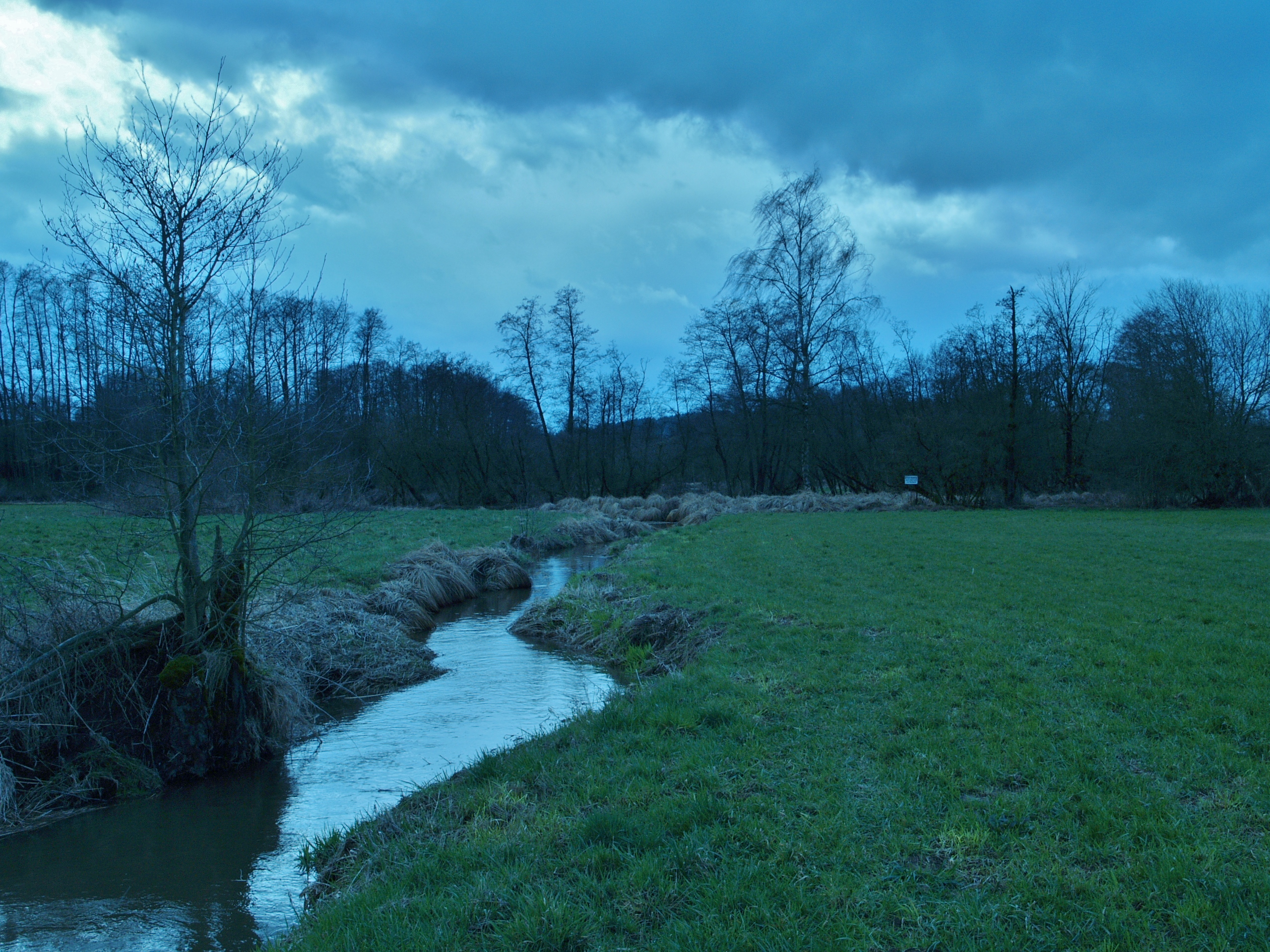

代蓋恩巴赫河（德語：Degernbach），是德國的河流，位於該國東南部，由巴伐利亞負責管轄，屬於博根巴赫河的左支流，河道全長2.2公里，流經博根地區。